# Manzanillo (ciutat mexicana)
Manzanillo és la principal ciutat del municipi homònim a l'estat de Colima, Mèxic. Limita al nord amb Minatitlán, a l'est amb Coquimatlán i Armería; al sud, amb l'oceà Pacífic; i a l'oest i nord-oest limita amb l'estat de Jalisco. Al municipi hi ha 9 localitats: Tapeixtles, Salagua, Naranjo, Colomos, Miramar, Valle, Brisas, Santiago i Manzanillo (també conegut com a Manzanillo Centro). Manzanillo és un important port comercial i una destinació turística en constant expansió: és una ciutat balneària popular. A la ciutat hi ha tres badies (Manzanillo, Santiago i Cenicero). Manzanillo va ser el tercer port que els conqueridors espanyols van establir al Pacífic. La ciutat va ser fundada el 1530 pel capità Gonzalo de Sandoval amb el nom de Tzalahua.

## Port
Manzanillo és un dels ports més importants de Mèxic: serveix a 15 estats de Mèxic que representen el 64% del PIB mexicà.

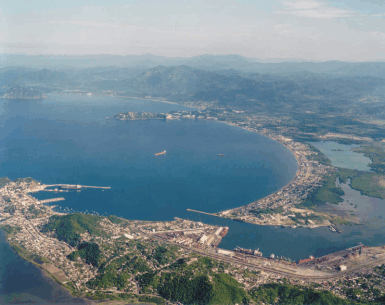
Imatge aèria de Manzanillo

El recinte portuari abasta una superfície de 437 hectàrees, que inclouen la zona d'aigua, molls i zones d'emmagatzematge. Actualment té 17 posicions per a atracar i 14 hectàrees d'àrea d'emmagatzematge. El port de Manzanillo es troba a la part sud de la badia de Manzanillo a l'estat de Colima, uns 250 quilòmetres al nord-oest de Puerto de Lázaro Cárdenas. Des del seu port s'exporten peix, blat de moro, copra, llimones, plàtans, conserves, vins, fusta i minerals. El turisme s'està convertint ràpidament en una part important de l'economia local: es troba en expansió a les platges al nord de Manzanillo i Santiago.

## Història
El poble de Tzalahua estava al lloc del Puerto de Manzanillo actual a l'època pre-colombina. Els europeus van arribar-hi l'any 1527. Álvaro de Saavedra va descobrir la badia de Manzanillo el 1527, donant-li el nom de Santiago de la Buena Esperanza. El nou assentament va ser el punt de partida per a diverses grans expedicions espanyoles.
Gonzalo de Sandoval va arribar a la badia de Manzanillo buscant un port segur per a la construcció de vaixells. Una bona part de la flota de Sandoval que va conquerir les Filipines va ser construïda al poble. Hernán Cortés en el seu viatge pel golf de Califòrnia (1533), on havia arribat buscant els tresors de la Xina, ho va fer també en vaixells construïts a Tzalahua. Cortés utilitza la badia dues vegades per escapar de pirates portuguesos. Manzanillo va ser declarada ciutat el 1873. El ferrocarril hi arribà el 1889. La construcció del ferrocarril a Guadalajara és del 1908. El Puerto de Manzanillo fou la capital de l'estat de Colima breument el 1915 quan Pancho Villa va assaltar la ciutat de Colima.